# Звяртув-Колонія
Звяртув-Колонія (пол. Zwiartów-Kolonia; укр. Звяртув-Колонія) — колонія в Польщі, в Люблінському воєводстві Томашівського повіту, ґміни Криніце.